# Brachytarsophrys chuannanensis
Brachytarsophrys chuannanensis е вид земноводно от семейство Megophryidae.

## Разпространение
Видът е разпространен в Китай.